# 吸熱反応
吸熱反応（きゅうねつはんのう、英語：endothermic reaction）とは、物質のエネルギーを熱として吸収する、つまり負の反応熱を持つ化学反応のこと。また核反応。
広義には相転移、溶解、混合等の物理変化（吸熱変化）も含める。反応によっては熱でなく電気などの形でエネルギーを与えることで進行するものもある。対義語は発熱反応。吸エルゴン反応はギブズエネルギーを吸収する反応のことであり、吸熱反応とは別概念（これらの関係は後述）。

## 原因
反応または物理変化に伴う熱の出入りは、それを構成する各段階での熱の出入りを合わせたものである。相転移による熱の吸収は主として分子間力、水素結合やイオン結合によって束縛されていた分子、原子、イオンなどが、エネルギーを得てある程度自由に運動するようになることによる。また水に溶質が溶解する場合には、一般に水和により多くの熱が発生するが、溶質の種類によっては水素結合による水分子クラスターを壊すため逆にエネルギーを吸収し、これらの総和として吸熱変化となる。吸熱化学反応では、分子を構成する共有結合あるいは電子状態（酸化・還元）などの形でエネルギーが吸収され、また場合により上記のような物理変化に伴う熱の出入りが合算され、全体として吸熱となる。

## 熱力学
反応の進む方向は反応および環境条件の熱力学的性質により決まる。熱をQと表記し、系外から系内へ熱が移動する場合を正とすれば、吸熱反応はQ>0と表される（反応熱は-Qである）。定圧過程では熱はエンタルピー Hの変化と等しいので、∆H>0となる。熱が移動しない（断熱過程）ようにすれば、吸熱反応により系の温度は低下する。
定圧過程ではギブズエネルギー G（定積過程ならばヘルムホルツエネルギー F）が減少する過程（これを発エルゴン反応という）は単独で自発的に進む。さらに定温過程とすると∆G=∆H-T∆Sなので、過程におけるエントロピー変化 ∆Sが十分に大きければ、∆G<0となって、吸熱反応は自発的に進行する。ただし吸熱化学反応は高温に加熱して初めて自発的に進行するものが多い。さらにエントロピー変化が小さい場合は∆G>0、すなわち吸エルゴン反応となり、電気エネルギーを利用する、あるいは他の発熱反応と共役させるなどの方法（系に電気的・化学的な仕事をする）をとらないと進行しない。相転移のうち融解・気化は、高温または低圧では発エルゴン反応となって自発的に進むが、低温または高圧では逆向きの凝縮・凍結が発エルゴン反応となって進む。

## 例

### 化学反応
- 多くの熱分解反応
- 金属の還元
- 電気分解、蓄電池への充電（電気エネルギーによる）
- 植物の光合成

### 物理変化
- 尿素や糖アルコールの水への溶解（冷却に応用される）
- 水とアセトニトリルとの混合
- 氷の融解、水の蒸発
- 鉄の光分解（恒星の重力崩壊の原因）